# Ми (филм из 2019)
Ми (енгл. Us) је амерички психолошки хорор филм из 2019. године, у режији и по сценарију Џордана Пила. Главне улоге глуме Лупита Нјонго, Винстон Дјук, Елизабет Мос и Тим Хајдекер. Филм прати Аделејд Вилсон (Нјонго) и њену породицу, које је напала група њихових двојника.
Пројекат је најављен у фебруару 2018. године, а велики део глумачке поставе се придружио током наредних месеци. Пил је продуцент филма уз Џејсона Блума и Шона Макитрика (трио је раније сарађивао на филмовима Бежи! и Црни члан Ккклана), као и Ијана Купера. Снимање се одвијало од јула до октобра 2018. године у Калифорнији, углавном у Лос Анђелесу, Пасадени и Санта Крузу.
Премијерно је приказан 8. марта 2019. на фестивалу South by Southwest, док је 22. марта пуштен у биоскопе у САД, односно 21. марта у Србији. Остварио је критички и комерцијални успех, зарадивши 255 милиона долара широм света у односу на буџет који је износио 20 милиона долара. Добио је похвале за сценарио и режију, музику, као и глуму Нјонгове.

## Радња
Радња је смештен у садашњост, на легендарну обалу Северне Калифорније. Аделејд, као жена која се враћа на место крај обале мора где је одрастала, сада са мужем и двоје деце, како би провели идиличан одмор крај мора. Прогоњена необјашњивом и неразјашњеном траумом из прошлости и низом језивих случајности, Аделејд осећа да јој параноја достиже врхунац и да се нешто јако лоше прикрада њеној породици.
Након исцрпљујућег дана на плажи, породица се враћа у своју викендицу. Када се тама спустила, Вилсонови су приметили силуете четири особе које стоје пред њиховом кућом, држећи се за руке. Ми је прича о брижној породици која се бори против застрашујућег и суровог противника: искривљене верзије себе самих.

## Улоге
| Глумац            | Улога           |
| ----------------- | --------------- |
| Лупита Нјонго     | Аделејд Вилсон  |
| Винстон Дјук      | Габријел Вилсон |
| Шахади Рајт Џозеф | Зора Вилсон     |
| Еван Алекс        | Џејсон Вилсон   |
| Елизабет Мос      | Кити Тајлер     |
| Тим Хајдекер      | Џош Тајлер      |
| Јаија Абдул Матин II| Расел Томас     |
| Ана Диоп          | Рејн Томас      |
| Кали Шелдон       | Бека Тајлер     |
| Ноел Шелдон       | Линдси Тајлер   |